# 魏夢賢
魏夢賢（1501年—？），字良輔，浙江紹興府山陰縣人，民籍，明朝政治人物。

## 生平
嘉靖七年（1528年）戊子科浙江鄉試第七十四名舉人，十七年（1538年）中式戊戌科會試第七十五名，三甲第二百七名進士。授江西永豐縣知縣，官至兵部郎中。

## 家族
曾祖魏達；祖父魏英；父魏淳。母朱氏；前母王氏。具慶下。弟魏夢卜。